# شفردزتاون (پنسیلوانیا)
شفردزتاون (به انگلیسی: Shepherdstown) یک منطقهٔ مسکونی در ایالات متحده آمریکا است که در شهرستان کامبرلند، پنسیلوانیا واقع شده‌است.